# 艾慶瀾
艾慶瀾（1848年—？），山東省濟陽縣人，清朝政治人物、進士出身。
同治十二年，山東鄉試中舉；光緒二年，登進士，授刑部江蘇司學習主事。光緒十七年，任刑部四川司主事。次年改刑部直隸司主事、刑部山西司員外郎。光緒十八年，任刑部江蘇司主稿、刑部秋審處行走。光緒二十年，查辦四川事件隨帶司員。光緒二十一年，任江南道監察御史。次年稽查祿米倉事務。光緒二十二年，任掌江南道監察御史。光緒二十六年，改福建道監察御史，署掌江南道監察御史、兵刑工三科掌印給事中。光緒二十七年，署掌河南道監察御史，改吏科給事中。